# インターラーケン
インターラーケン（Interlaken）は、スイスのベルン州にある基礎自治体（独: Einwohnergemeinde アインヴォーナー・ゲマインデ、住民自治体）。ベルン州の行政区であるインターラーケン＝オーバーハスリ区の区都。

## 概要
ベルナー・オーバーラント（ベルン高地）観光の拠点。住民はほぼドイツ語を話す。人口は5,610人（2018年12月31日現在）。トゥーン湖とブリエンツ湖の間に広がる沖積平野ベーデリに位置する都市で、両湖を繋ぐアーレ川に沿って発達している。12世紀建てられた修道院を起源とする小さな街だが、両湖を沿うように伸びている交通網がインターラーケンからは南にも伸びており、リュッチーネ川上流のアイガー、メンヒ、ユングフラウといったアルプスの山々に向かう際の拠点となっていて多くの観光客が訪れる。近隣の都市としては、約20キロ北西のトゥーン、15キロ北東のブリエンツなどが挙げられる。

## 名称

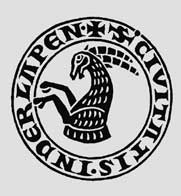
「インダーラーペン市民」（Civitas Inderlapen）と記された封印

インターラーケンの名称は「湖の間」を意味するラテン語（inter lacūs）に由来し、そのためドイツ語で湖を意味する「ゼーン」（Seen）ではなく「ラーケン」（Laken）という名前になっているという説がある。1133年頃にアウグスティヌス主義のインターラーケン修道院が建立された時、この修道院はインター・ラクース・マドン（inter lacūs Madon）と呼ばれており、それが1528年まで続いた。
1280年に用いられた隣町のウンターゼーンの市民章には、「インダーラーペン市民章」（[Sigillum] Civitatis Inderlapen）と記されている。
インターラーケンは、1891年まではアールミューレ（Aarmühle）と呼ばれていた。アールミューレの名は、1365年までに建てられたアーレ川沿いの水車に由来する。アーレ川の左岸に並ぶ水車は1365年にアムーリ（Amuli）と呼ばれており、右岸の町は1239年にヴィッラ・インダーラッペン（villa Inderlappen）と呼ばれている。
中世後期には勢力を増していたベルンが、インターラーケン修道院の支配地とウンスプネン城周辺地方およびウンターゼーンを分離する時、インターラーケンを「ウンターゼーンの門前に広がる区域」と規定している。

## 登山鉄道
インターラーケン東駅からベルナーオーバーラント鉄道でグリンデルヴァルト（東回りルート）かラウターブルンネン（西回りルート）へと登ることができる。さらに、ヴェンゲルンアルプ鉄道（w:Wengernalpbahn）に乗り換えると、クライネ・シャイデック（海抜2061メートル）まで到達できる。そこから、ユングフラウ鉄道が、ヨーロッパ最高地に位置するユングフラウヨッホ駅（海抜3454メートル）まで通じている。

## ギャラリー

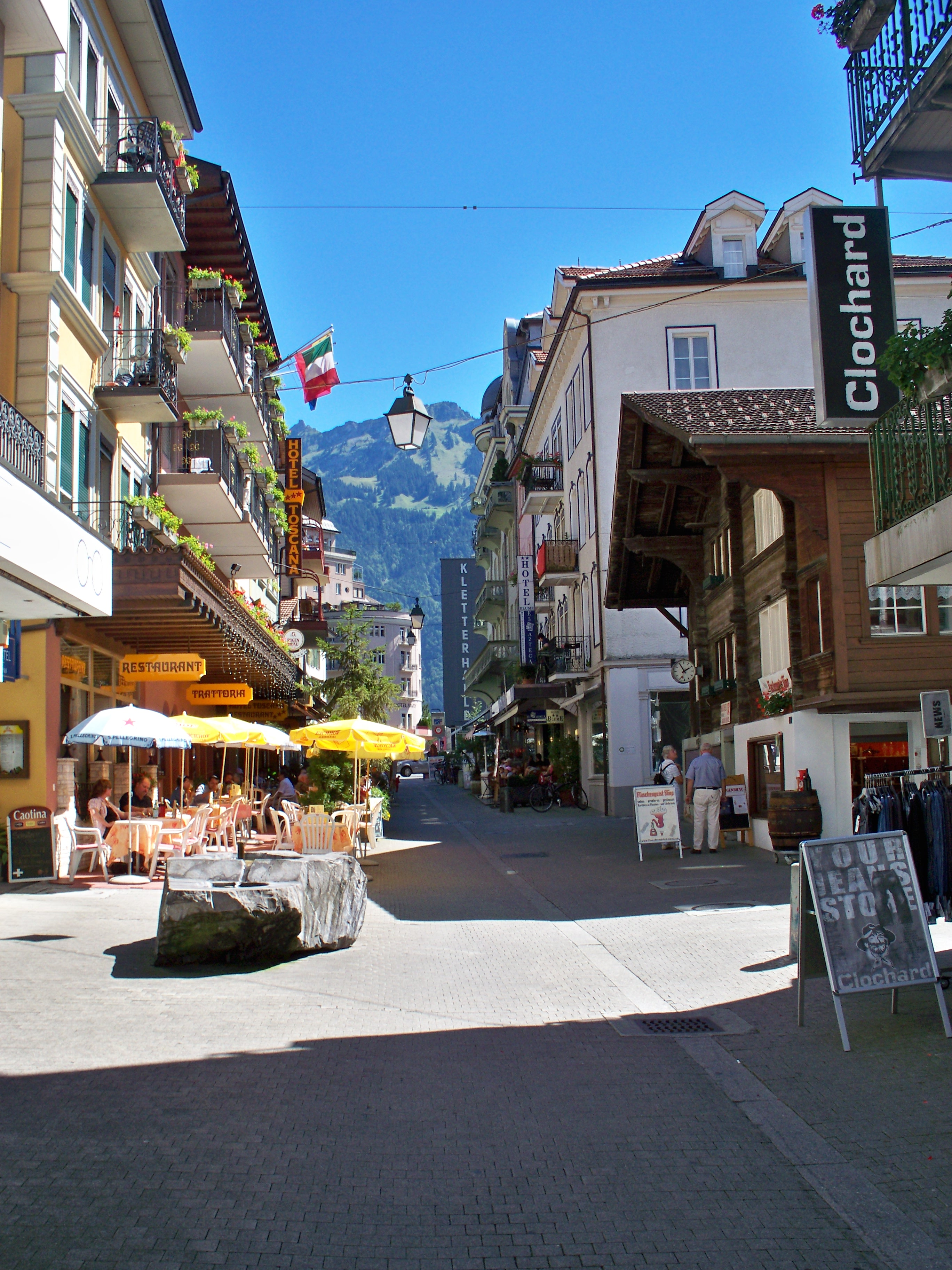
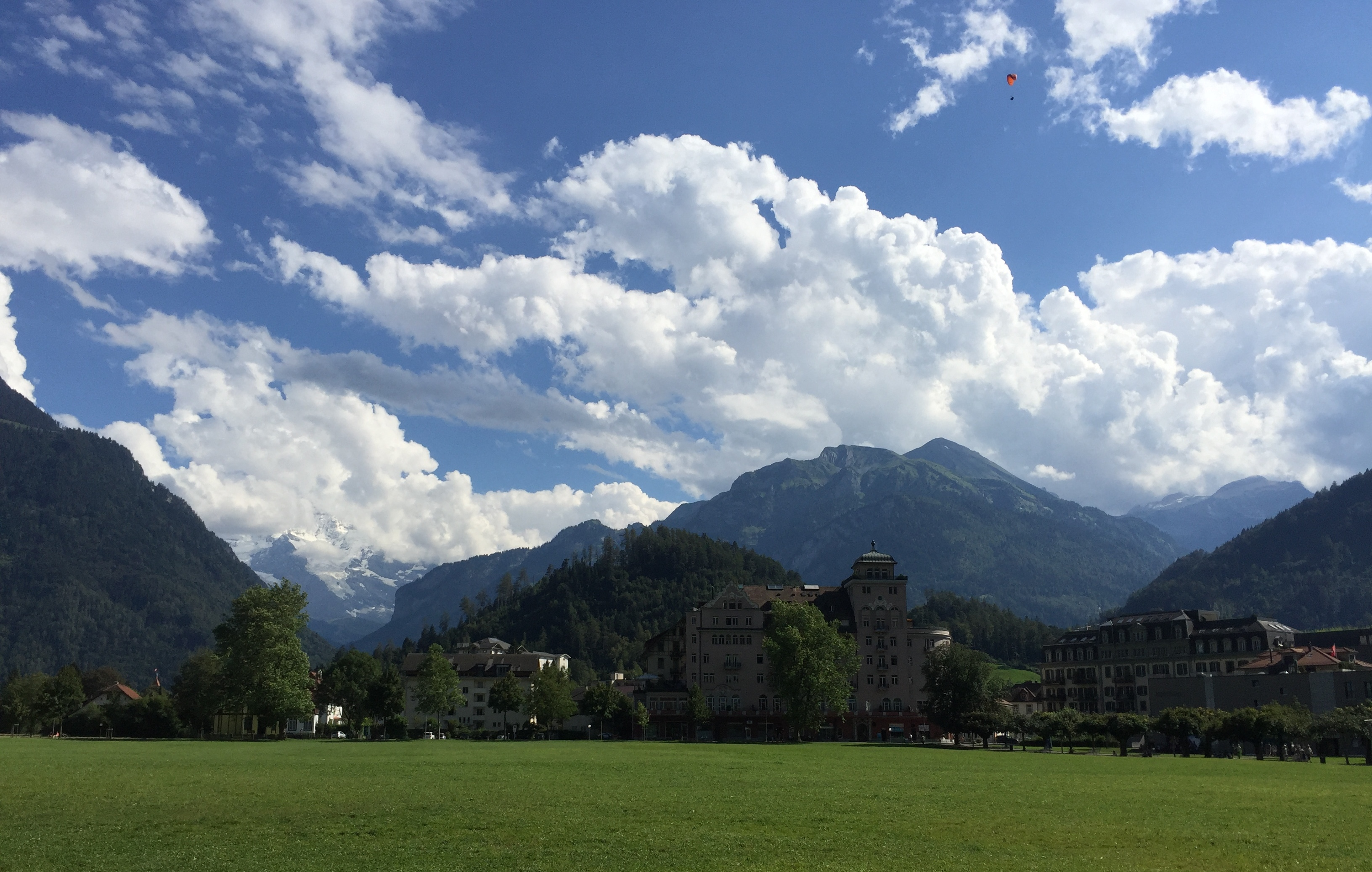
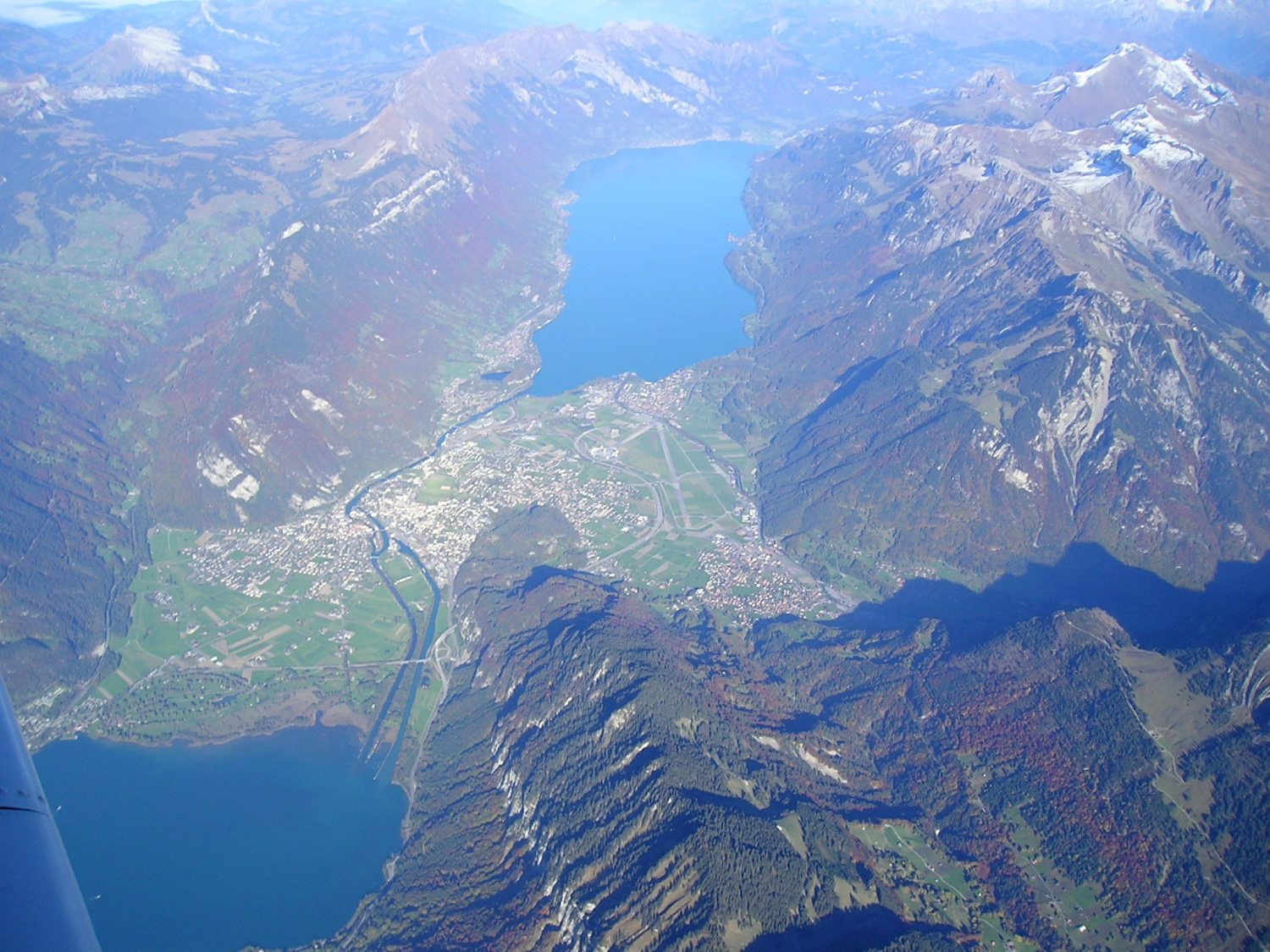
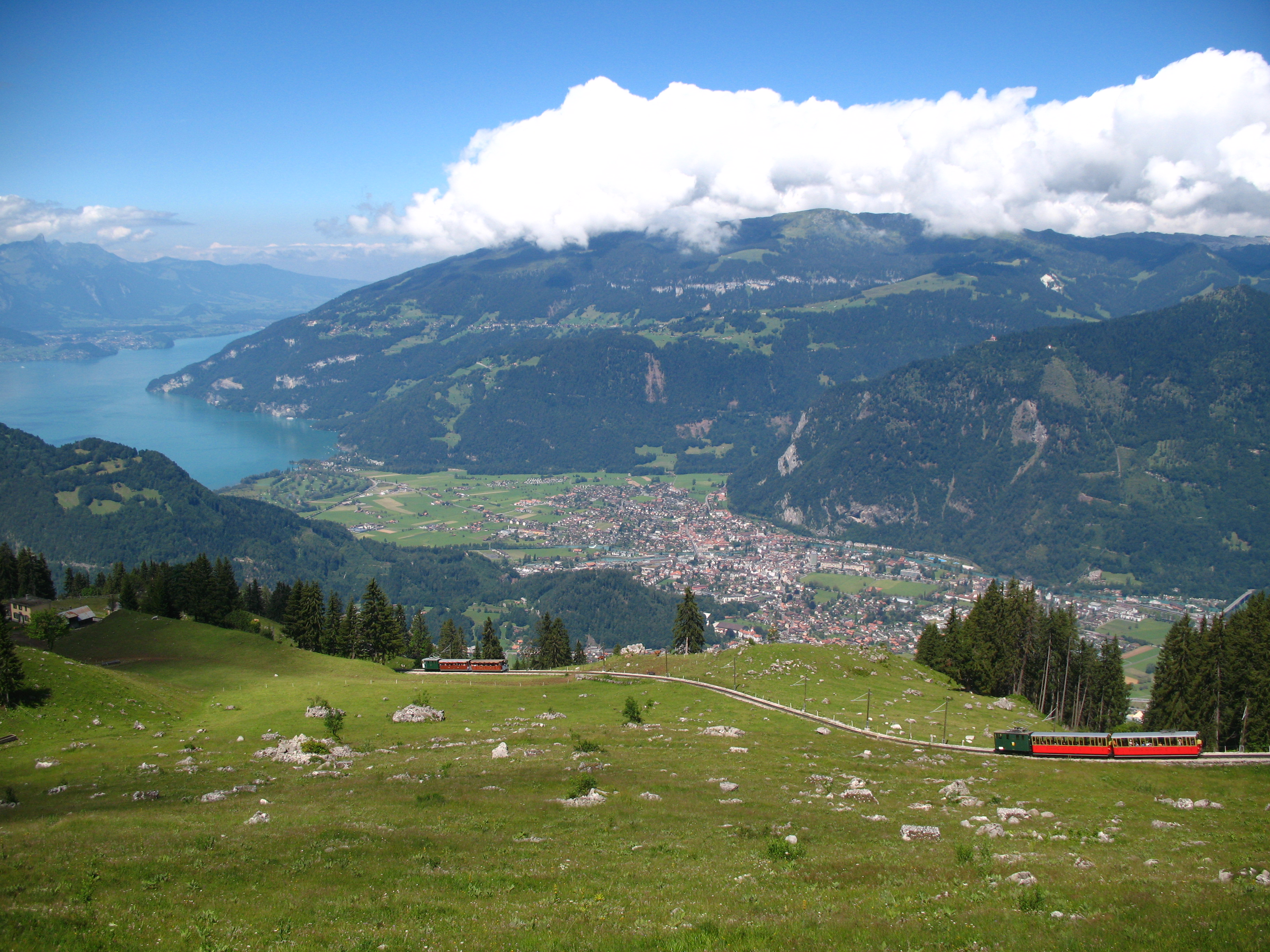
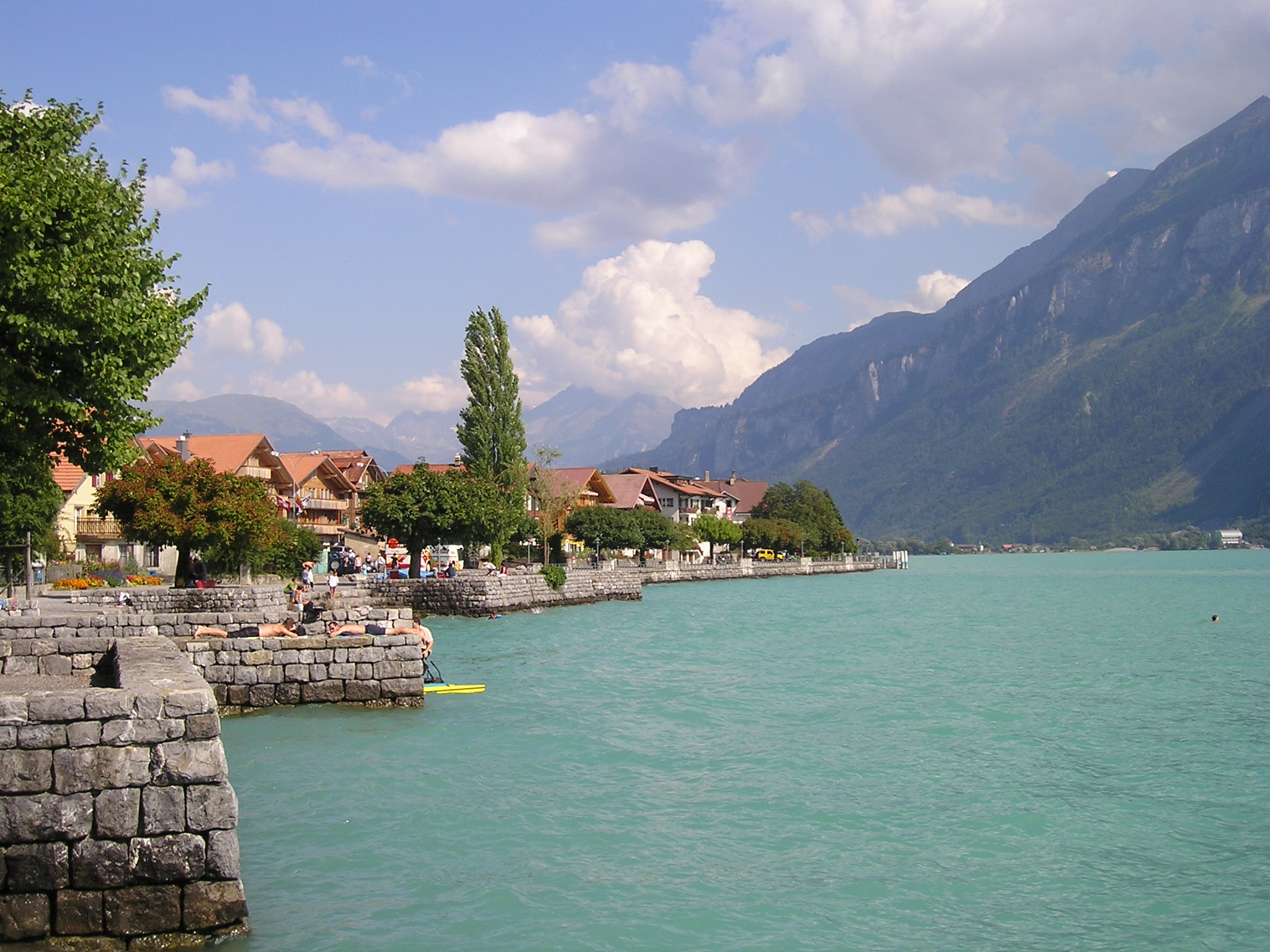
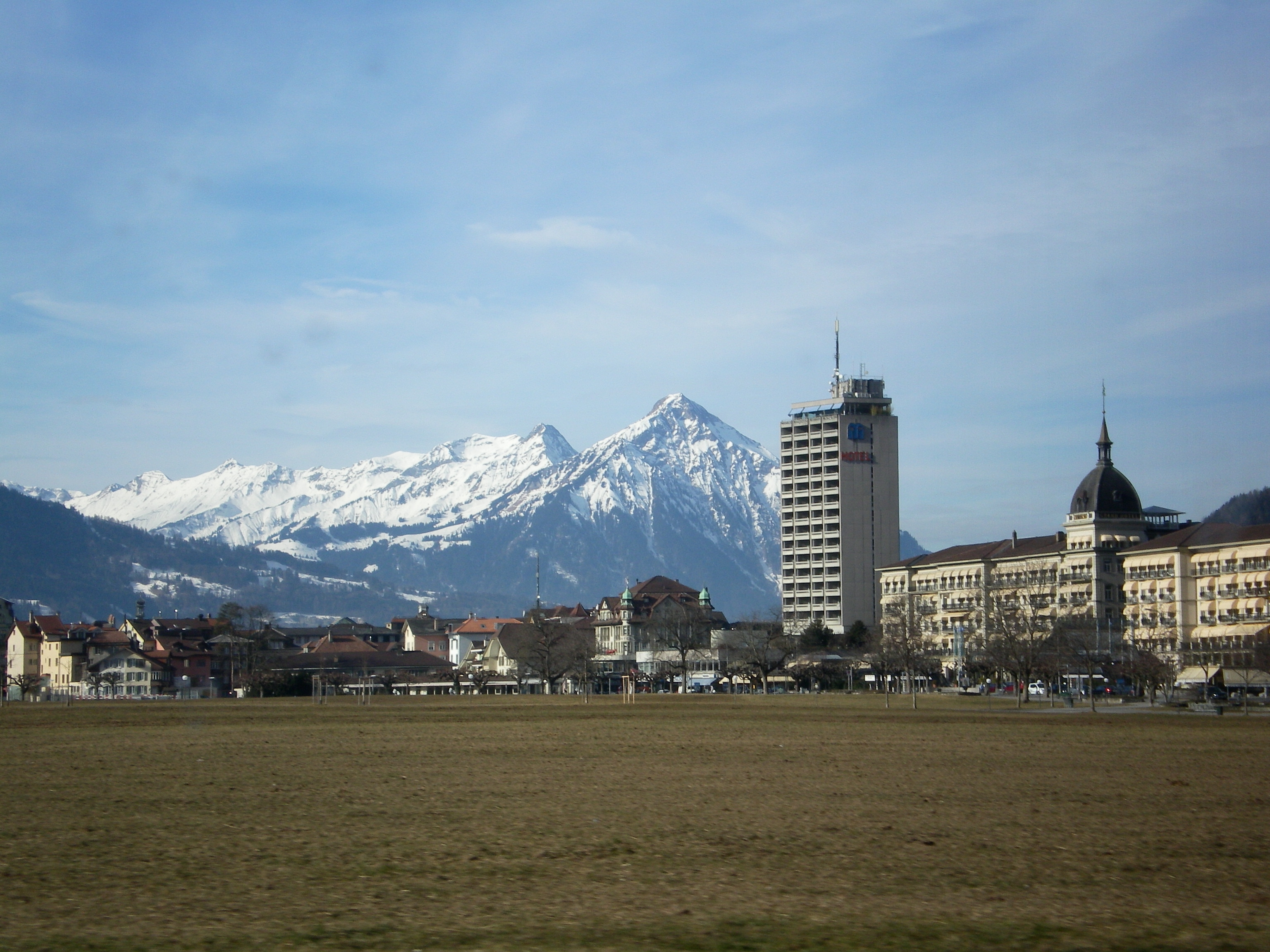

## 姉妹都市
- 大津市、日本
- トジェボニ、チェコ

## 歴史

### 先史時代
インターラーケン周辺では、新石器時代の火打石や、青銅器時代の剣、ローマ帝国時代の硬貨が発見されている。しかし、中世より以前に人が居住したかについての証拠は見つかっていない。
神聖ローマ帝国時代の1133年頃、アーレ川の左岸にインターラーケン修道院が建立された。修道院は川に架けられた橋を管理し、通行料で収入を得た。修道院周辺には集落が形成され、川沿いには水車が並んで、1891年までこの町の名前の由来となっていた。川の右岸にインターラーケン村が発展し、1279年から1280年には近隣にウンターゼーン村も形成された。
ウンターゼーンにある帝国城塞のヴァイッセナウ城や、マーケットタウンのヴィーデンにも近接しており、それらは一時修道院の傘下となった時代があるが、中世後期には衰退した。

### インターラーケン修道院時代

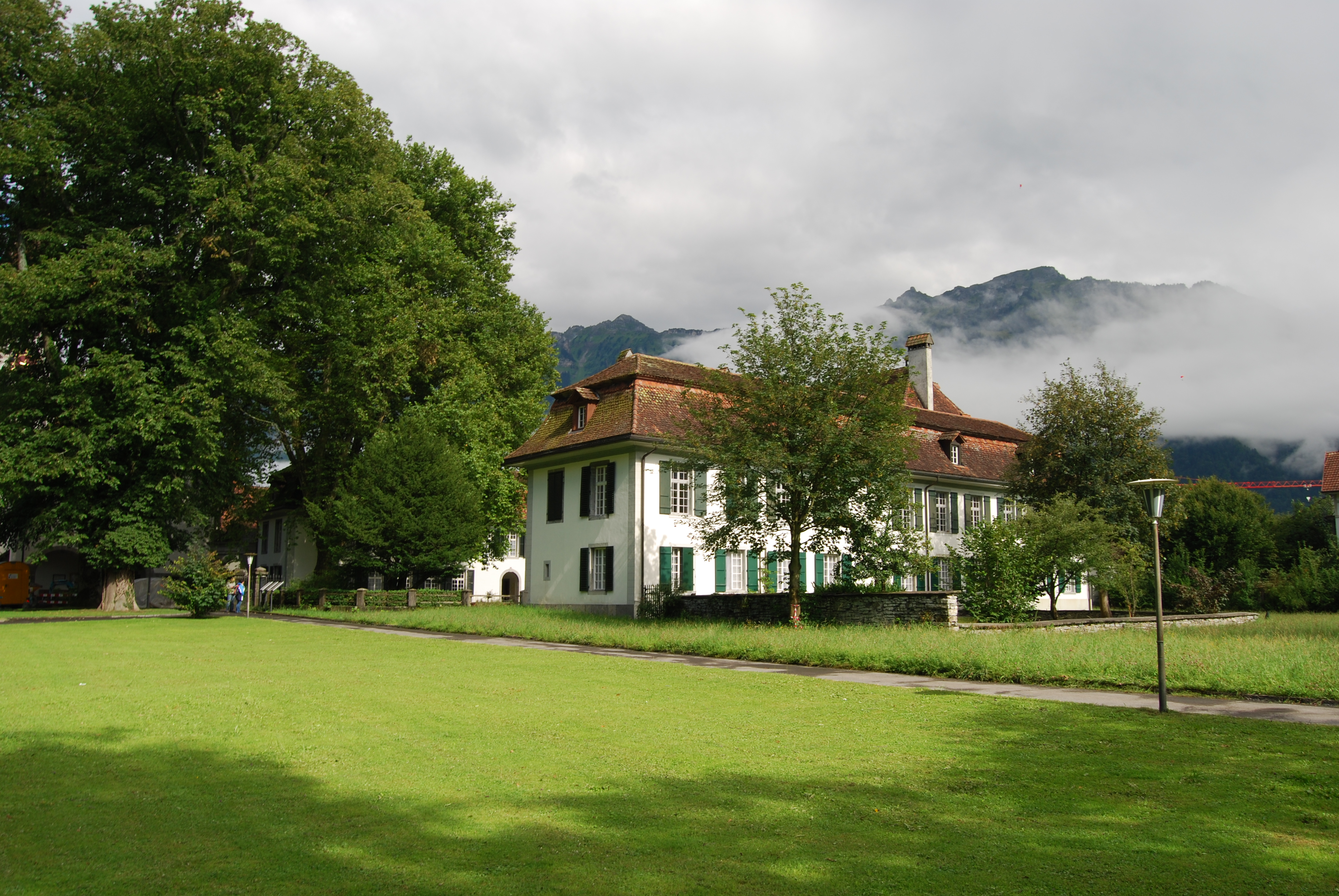
1746年から1750年にかけて築かれた「新城」は、修道院の西翼を取り壊して建てられた。

インターラーケン修道院は、1133年に初めて歴史に現れる。1133年、神聖ローマ皇帝ロタール3世は、インターラーケン修道院を保護下に置いた。1247年までの間は、修道士とともに修道女も居住していた。13世紀に入ると、修道院の影響力はアーレ渓谷やギュルベ渓谷を含めた周辺地域に広がっていった。ついには12の教会を指導下に置き、多くの村落や農地を得て、宗教界では地域最大の土地持ちとなった。
13世紀から14世紀初頭にかけて、修道院はさらに発展し繁栄した。しかし1350年、修道院は衝突と抗争により、修道士と修道女の減少、そして負債の増大に見舞われる。1310年の文書によると、修道院には30人の司祭と20人の信徒、そして350人の女性がいたのに対し、1472年には修道院長、次長、9人の修道士、7人の修練士と27人の修道女となっていて、さらに修道院は借地人や近隣住民と多くの問題を抱えるようになっていた。1348年に、グリンデルヴァルトとヴィルダースヴィルは、ウンターヴァルデンと相互防衛の同盟を組んだ。ベルンはこれに対してベルナー・オーバーラントへ軍隊を派遣し、その結果ウンターヴァルデンと同盟軍が敗北した。1445年には邪悪同盟がインターラーケン近辺のオーバーラントで決起してベルンの徴兵と課税に対抗し、古チューリッヒ戦争へとつながっていった。
修道士や修道女は14世紀の間、ほとんどの修道規則を守れなくなっていった。1472年、修道士と修道女の間に暴力を伴う争いが起き、ローザンヌ司祭が二度も来訪して深刻な欠陥を指摘する事態に至った。修道院長は逮捕され、修道士の一部は異動されて他の修道院の者たちが代わりに入った。そして改革が行われたが、しかし修道女会は1484年に解散し、新しくベルンに開設されたセント・ヴィンセント修道院に財産が移管された。
スイスにおける宗教改革の最中の1528年、インターラーケン修道院は廃止され、世俗化された。修道士は処分金を受け取り、修道院の財産はベルンの管理官の管理下に入った。修道院の借地人たちは、税の廃止を求めて暴動を起こしたが、ベルン政府によって鎮圧された。
宗教改革の後、ベルン政府は修道院の所有していた土地からインターラーケン管理官区を創設した。修道院の建物の一部は区庁舎として使用され、その他の建物は貧困者のための病院とされた。1562年から1563年にかけて、修道院にある教会の聖歌隊席は穀物庫およびワインセラーにされた。1746年から1750年の間に、サミュエル・ティリアー長官のもと、修道院の西側の建物が取り壊されて、「新城」と呼ばれる建物が新たに建てられ、その後のインターラーケン地方の政庁となった。

### アールミューレ時代

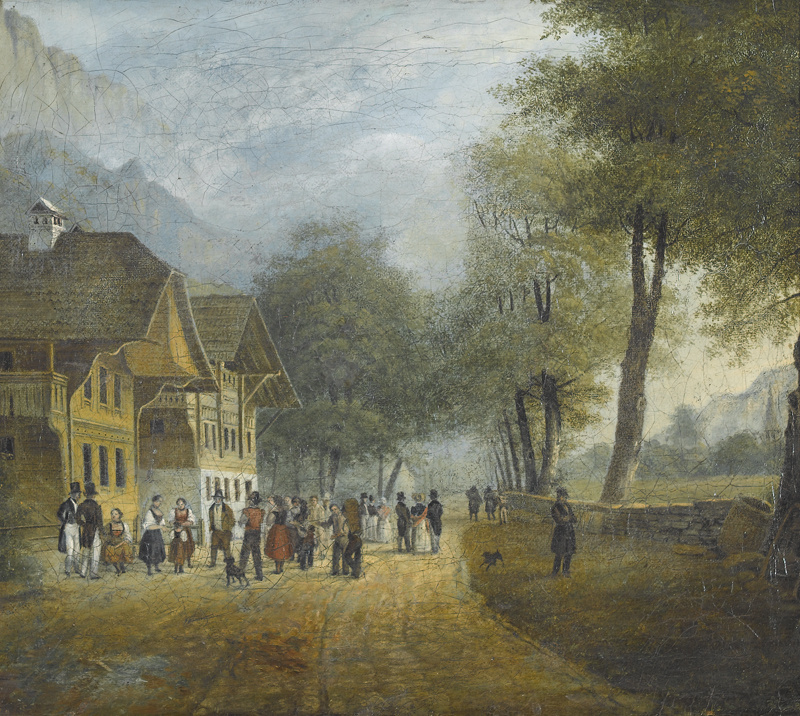
1823年ジュル・ルイ・フレデリック・ヴィルヌーヴ作「インターラーケンへと続くアールミューレの道」

アールミューレの名は、1365年までに建てられたアーレ川沿いの水車に由来する。1365年から、インターラーケン修道院は毎週の市と毎年の大市をアールミューレで開くようになった。アールミューレは独自のボイヤート（農業協同組合）を有していたが、政治的にはマッテン市の一部となっていた。
16世紀、アールミューレのボイヤートと周辺地域のボイヤートが、コモンズ（入会地）にある平原や樹木の利用を巡って争いになった。1533年、1586年、1618年に仲裁が図られたが、いずれも失敗に終わった。その影響もあり、1633年にヴィルダースヴィルがマッテンから分離して、独立の自治体となった。アールミューレとマッテンの争いはその後も続き、1761年にはインターラーケンの長官が調停を試みたがこれも失敗した。ついに1810年、アールミューレとマッテンは共有財産を分割し、1838年にはアールミューレがマッテンから独立して自治体となった。
この独立の頃には、小作農の比率がアールミューレとマッテンでかなり異なっていた。1831年にはアールミューレの小作農率が37%であるのに対し、マッテンは12%であった。つまり、マッテンの住民は土地との結びつきが強く、農業を続けていたが、アールミューレの住民は成長してきた観光業に力を入れつつあったということを示している。
アーレ川の右岸では、ウンターゼーンが独立の自治体となって、インターラーケンの村落を吸収していた。1838年に左岸の村々はマッテンとアールミューレの二つの自治体に分かれたが、アールミューレでは郵便局と鉄道駅にインターラーケンの名が使われており、徐々に有名になっていった。アールミューレは1891年に正式に名称をインターラーケンに変更した。

### 観光業の時代と今後の展望

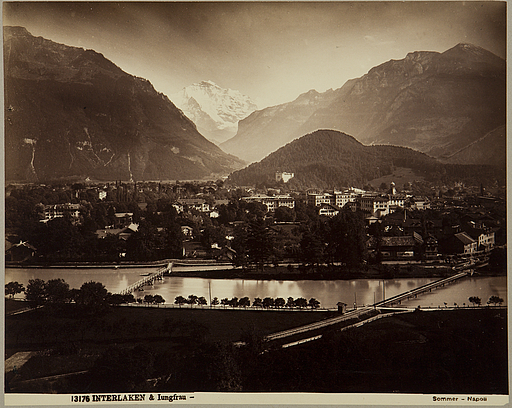
19世紀後半のインターラーケンおよびユングフラウの写真

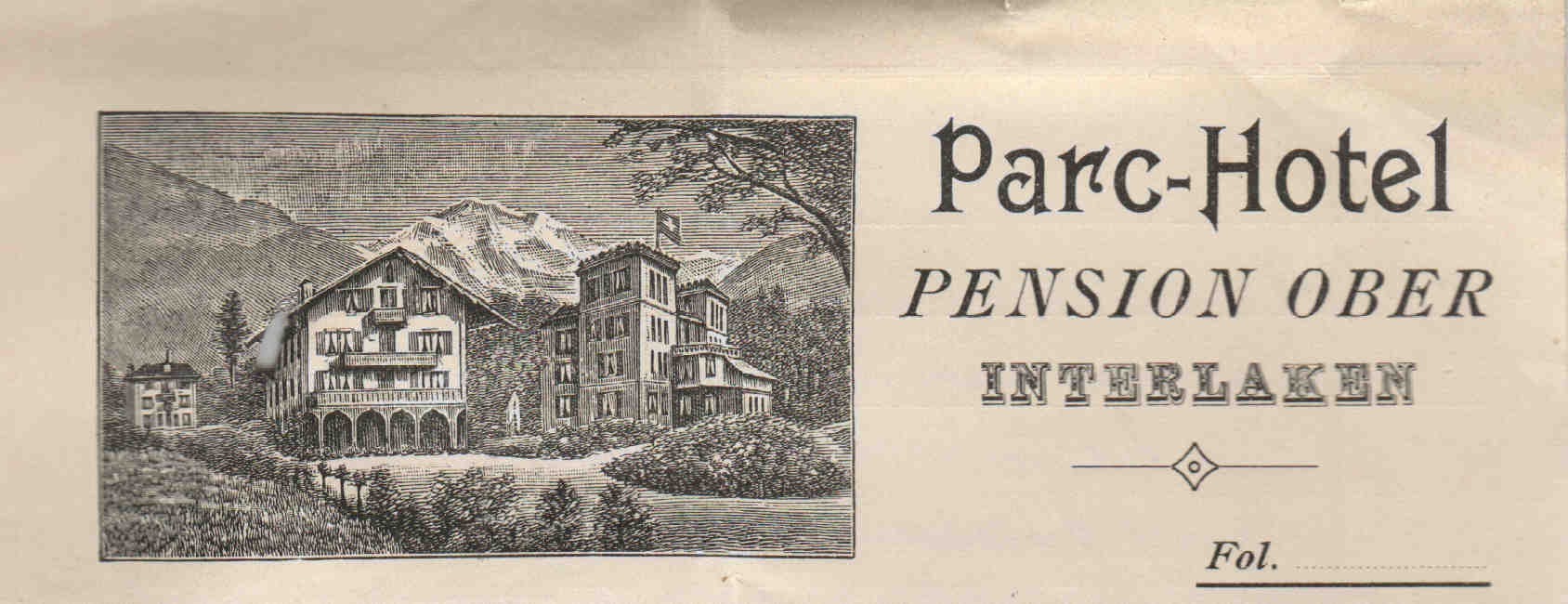
インターラーケンのパークホテル

インターラーケンの国際リゾートとしての評判は1800年頃から、フランツ・ニクラウス・ケーニッヒやその他の風景画家による風景画によって広まった。1805年と1808年に開催されたスイスの伝統文化の祭典であるウンスプネン祭の成功も、インターラーケンに多くの観光客を引き込んだ。1820年頃からは山歩きや温泉湯治の観光客が増加し、1859年には巨大な温泉リゾートであるクルサールが開店した。多くのホテルが建ち、交通の便も良く、観光業の初期の隆盛が支えられたのである。

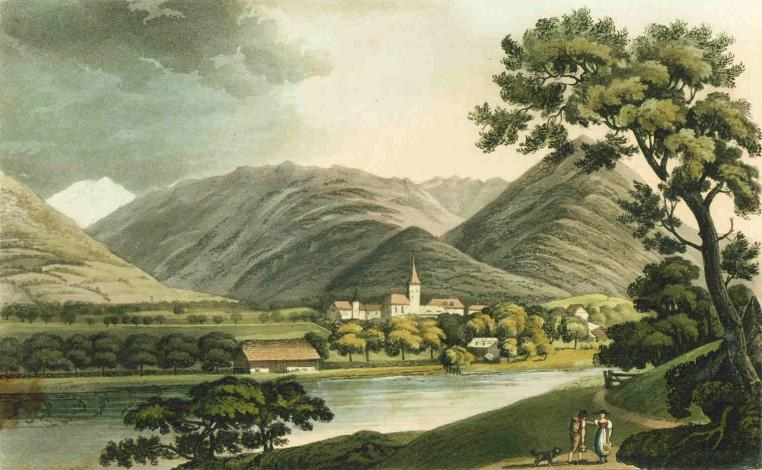
1821年のインターラーケン遠景。

1835年にはトゥーンから蒸気船航路がトゥーン湖に開かれ、ブリエンツ湖にも1839年にブリエンツからの蒸気船航路が開かれた。1872年にはデアリゲンからインターラーケンまでトゥーン湖沿いにベーデリ鉄道が開業し、2年後の1874年にはインターラーケンからブリエンツ湖に面するベーニゲンまで延伸された。ベーデリ鉄道は当初は他のスイスの鉄道に接続しておらず、専らトゥーン湖とブリエンツ湖の蒸気船航路の間を繋ぐためのものであったが、1893年にトゥーン湖線が開業するとトゥーン湖に沿って鉄道で直接トゥーンまで行くことができるようになり、そこから先はベルンやその他の都市にも繋がっていた。
1888年、ルツェルン湖に面するアルプナッハシュタートからブリエンツ湖のブリエンツまでブリューニック鉄道が開通し、蒸気船航路を利用してインターラーケンからルツェルンまでが繋がった。さらに1916年にはブリエンツからインターラーケンまで鉄道が延伸され、ルツェルンまでは鉄路で直通した。また、1890年にはベルン高原鉄道が観光地のラウターブルンネンやグリンデルヴァルトとインターラーケンを繋いだ。。
交通網の発展と同時に、ユングフラウに至る経路に沿って宿泊施設が建設された。特に1860年から1875年にかけてと、1890年から1914年にかけてユングフラウと周囲の山々を望む多くの高級ホテルが開業した。新しいクルサールも1898年から1899年にかけて建設され、1909年から1910年にはさらに改装された。観光業の他にも、寄木細工の工場が1850年頃から1935年まで稼働していた。毛織物工場も1921年に開業しており、20世紀の後半には毛糸工場や鉄製品の工場も開業している。1988年にはアウトバーン8号線が開通している。
観光業の急成長は、1914年の第一次世界大戦で突如止まった。戦後はある程度成長が回復したが、第二次世界大戦によって再び急激に鈍化した。戦争の打撃から復興するために、インターラーケンは1955年から会議や大会の会場としての特色を新たに打ち出し、二つの中核地域を中心に建設計画が進行している。マッテンとウンターゼーンも新たな建設計画に参画し、インターラーケンと共通の社会資本を形成しつつある。ただし、これら三つの自治体が統合することの賛否を問う住民投票は、1914年と1927年に否決されている。